# Carlo Salamano

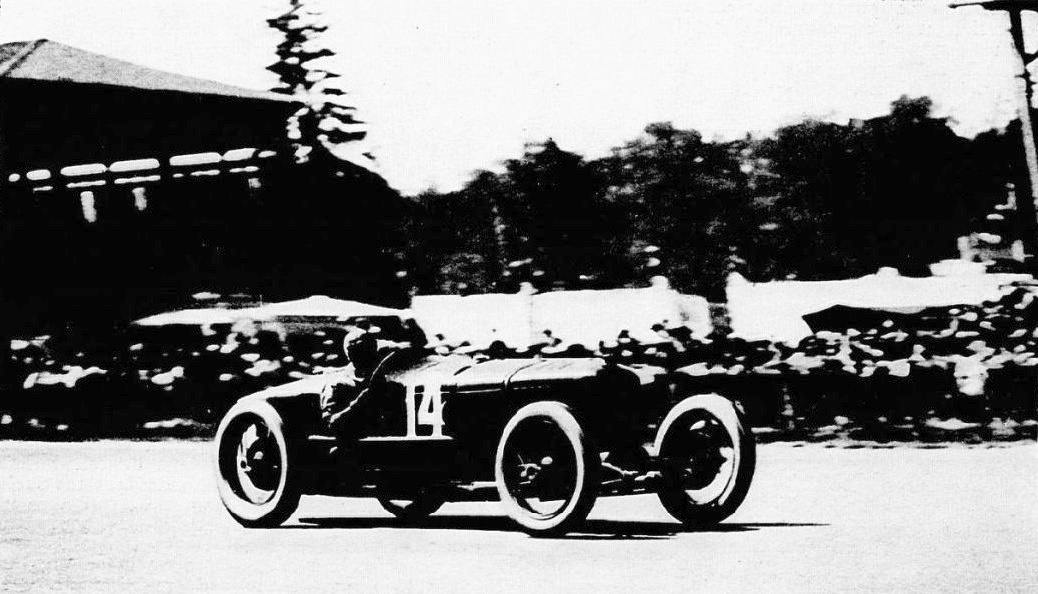
Carlo Salamano, vainqueur du Grand Prix d'Italie (d'Europe) 1923 sur Fiat.

Carlo Salamano (né le 3 janvier 1891 à Turin et mort le 19 janvier 1969 dans la même ville) est un pilote automobile italien.

## Biographie
Originaire de Turin, Carlo Salamano se tourne vers l’automobile dès le début des années 1920.  
Il commence la compétition automobile au Gran Premio delle Vetturette en 1922, où il termine quatrième sur Fiat 502 SS. La même année, il participe à plusieurs épreuves nationales et internationales, se forgeant une réputation de pilote rapide et fiable.  
En 1923, il signe le meilleur tour au Junior Car Club 200 sur Fiat 80/403, puis s’impose au Grand Prix d'Italie disputé à Monza, au volant d’une Fiat 805/405. Cette course est également considérée comme le premier Grand Prix d'Europe, ce qui confère à Salamano une place particulière dans l’histoire du sport automobile.  
Après cette victoire, il se retire rapidement de la compétition officielle mais poursuit une longue carrière comme pilote d'essai pour Fiat S.p.A., où il participe au développement de nouveaux modèles sportifs et de série jusqu’à la fin des années 1950. Son expertise en essais et réglages de véhicules contribue à maintenir Fiat parmi les constructeurs les plus innovants du marché européen d’après-guerre.

## Héritage
Carlo Salamano reste une figure marquante du sport automobile italien des années 1920. Sa victoire à Monza en 1923 est restée longtemps l’un des plus grands succès de Fiat en compétition. Son travail comme essayeur influença plusieurs générations de modèles de la marque turinoise.